# TEAM TAKEUCHI
TEAM TAKEUCHI（ちーむたけうち）は、2004年より全日本GT選手権・SUPER GTに参戦しているレーシングチーム。代表は竹内浩典。

## 概要

### トヨタ若手育成プロジェクトGTクラス
2005年よりトヨタ自動車とタイアップし、「トヨタ若手育成プロジェクトGTクラス」として若手ドライバーの育成を行うことになった。トヨタの若手育成プログラムの第一段階である『フォーミュラ・トヨタ・レーシングスクール（FTRS）』を卒業したドライバーの中から優秀なドライバーを指導し、次期ワークスドライバーとして育成する。2005年は平中克幸、2006年は嵯峨宏紀、2008年は井口卓人が起用されている。

### クムホタイヤの開発
2005年より韓国のタイヤメーカーであるクムホタイヤともジョイントする。クムホは、2004年シーズンから全日本GT選手権に参戦しており、2005年度は更に性能向上を目標に、TEAM TAKEUCHIと組んでタイヤ開発を進めて、国内タイヤメーカーにチャレンジしており、2008年度に於いても続いている。

### マシン・メンテナンス
2004年及び2005年は、2002年までGT500クラスに参戦していたトヨタ・スープラの主要コンポーネントを移植して作られた、トヨタ・セリカを使用した。メンテナンスは竹内が長年お世話になったセルモが担当していた。
当初、セリカを使用するのはTEAM TAKEUCHIの他RACING PROJECT BANDOHとSPIRIT Motorsportの3チームであったが、主要コンポーネントは新規に製作された物では無く、徐々に参加台数が減っていった。2007年はTEAM TAKEUCHIへもエンジン（3S-GTE）が供給されなくなったため、参戦を断念した。
2008年は、新たにレクサス・IS350で第2戦（岡山）より参戦する予定だったが、製作が間に合わず、参戦は第3戦からとなった。尚メンテナンスも、竹内が代表を務めるシフトに変更される。

### 全日本GT選手権・SUPER GTでの実績
2004年は西澤誠剛と共に参戦し、予選では竹内がなかなかの速さを見せた（第6戦（もてぎ）では予選3位）ものの、決勝では良い結果が残らず、ポイントランキング13位という結果で終わった。
2005年は新たな体制となり、「トヨタ若手育成プロジェクト」の開始により若手の平中克幸を起用したが、即戦力タイプではなく、さらにタイヤもダンロップからジョイントしたクムホとなり、ポイントランキング15位という結果で終わった。
2006年は、平中がGT500クラスにステップアップしたため、新たに嵯峨宏紀を起用。若手育成とともにクムホタイヤの開発も継続した。第6戦（鈴鹿）でチームとして初めてとなるポールポジションを獲得。決勝も、1,000kmという長い距離でありながら一度も順位が下がることなく、そのままチーム初優勝を飾った。この勝利の要因は、マシンが救済措置で優遇されていたこと、タイヤ開発がうまく進んでいたこと、そして何よりもメカニックやドライバーがノーミスであったことが挙げられる。また、第6戦は1,000kmという長い距離を走るため、第3ドライバーとして2003年にセリカをドライブし活躍した澤圭太を起用した。
2007年は、トヨタがエンジン（3S-GTE）をTEAM TAKEUCHIへ供給しないことを決めたため、参戦を断念した。
2008年は、車両をレクサス・IS350に変更し復帰する。ドライバーは、竹内がGT500クラスに参戦するTOYOTA TEAM CERUMOの監督に就任するため、黒澤琢弥と井口卓人を起用した。
2009年は、竹内自身がセルモの監督・代表を務めており、TDPはaprに託された。またシフトはチーム・レクリスをサポートしたため、チーム・タケウチは参戦を終了した。
尚、チーム・タケウチで使用していたIS350は2011年にTeam SG CHANGIの手で再び用いられ、好成績を収めることとなる。

## レース戦績

### スーパーGT
| 年     | 使用車両        | ドライバー                       | Rd1    | Rd2    | Rd3     | Rd4    | Rd5    | Rd6     | Rd7     | Rd8    | Rd9    | 順位 | ポイント |
| ------ | --------------- | -------------------------------- | ------ | ------ | ------- | ------ | ------ | ------- | ------- | ------ | ------ | ---- | -------- |
| 2004年 | トヨタ・セリカ  | 竹内浩典 西澤誠剛                | TAI 17 | SUG 20 | SEP 8   | TOK 23 | TRM 8  | AUT 18  | SUZ 9   |        |        | 16位 | 9        |
| 2005年 | トヨタ・セリカ  | 竹内浩典 平中克幸                | OKA 11 | FSW 14 | SEP 12  | SUG 8  | TRM 14 | FSW Ret | AUT 8   | SUZ 18 |        | 15位 | 7        |
| 2006年 | トヨタ・セリカ  | 竹内浩典 嵯峨宏紀 澤圭太 (Rd6)   | SUZ 11 | OKA 12 | FSW Ret | SEP    | SUG 11 | SUZ 1   | TRM Ret | AUT 13 | FSW 21 | 13位 | 31       |
| 2008年 | レクサス・IS350 | 黒澤琢弥 井口卓人 山内英輝 (Rd6) | SUZ    | OKA    | FSW Ret | SEP 13 | SUG 17 | SUZ 18  | TRM 8   | AUT 12 | FSW 13 | 32位 | 3        |

## リンク
- TEAM TAKEUCHI with SHIFT 52